# Eilean Horrisdale
Eilean Horrisdale är en obebodd ö i Highland, Skottland. Ön är belägen 0,8 km från Badachro.